# 刘海滨
刘海滨（1908年—1994年12月9日），江西省吉安市人。中华人民共和国将领。
早年参加中国工农红军，任红三军第九师团政委,第一军团师特派员，参加长征。1936年，在甘肃曲子城战斗中负伤，失去右下肢。后任陕甘宁边区保安处副处长，延安卫戍区副司令员、西北野战军后勤兵站部部长、西北军区后勤部政委。中华人民共和国成立后，历任西北行政委员会财委副主任、西北工业大学党委书记。1979年，担任陕西省第五届人大常委会副主任。其子刘晓江娶胡耀邦之女李恒。